# Charlotte Amalie (grad)
Charlotte Amalie je glavni grad teritorija pod imenom Američki Djevičanski otoci.
Ima 19 000 stanovnika.
Grad se nalazi na otoku Saint Thomasu, te je jedna od najboljih prirodnih luka na Karibima.
Turizam je vrlo jak, grad posjećuje po 1 500 000 putnika, uglavnom onih na brodovima.
Grad je dobio 1692. ime po istoimenoj danskoj kraljici.

## Klima
Klima u gradu je suptropska. Najviše dnevne temperature se penju do 31°C, srednje se kreću oko 28°C, dok su najniže negdje oko 25°C. Prosječna godišnja količina padalina iznosi 1791 mm. Najkišniji je mjesec rujan, dok je veljača najsušnija.
| Klimatološki srednjaci za Charlotte Amalie, St. Thomas     | Klimatološki srednjaci za Charlotte Amalie, St. Thomas | Klimatološki srednjaci za Charlotte Amalie, St. Thomas | Klimatološki srednjaci za Charlotte Amalie, St. Thomas | Klimatološki srednjaci za Charlotte Amalie, St. Thomas | Klimatološki srednjaci za Charlotte Amalie, St. Thomas | Klimatološki srednjaci za Charlotte Amalie, St. Thomas | Klimatološki srednjaci za Charlotte Amalie, St. Thomas | Klimatološki srednjaci za Charlotte Amalie, St. Thomas | Klimatološki srednjaci za Charlotte Amalie, St. Thomas | Klimatološki srednjaci za Charlotte Amalie, St. Thomas | Klimatološki srednjaci za Charlotte Amalie, St. Thomas | Klimatološki srednjaci za Charlotte Amalie, St. Thomas | Klimatološki srednjaci za Charlotte Amalie, St. Thomas |
| mjesec                                                     | sij                                                    | velj                                                   | ožu                                                    | tra                                                    | svi                                                    | lip                                                    | srp                                                    | kol                                                    | ruj                                                    | lis                                                    | stu                                                    | pro                                                    | godina                                                 |
| ---------------------------------------------------------- | ------------------------------------------------------ | ------------------------------------------------------ | ------------------------------------------------------ | ------------------------------------------------------ | ------------------------------------------------------ | ------------------------------------------------------ | ------------------------------------------------------ | ------------------------------------------------------ | ------------------------------------------------------ | ------------------------------------------------------ | ------------------------------------------------------ | ------------------------------------------------------ | ------------------------------------------------------ |
| srednji maksimum, °C                                       | 29,3                                                   | 29,3                                                   | 29,7                                                   | 30,1                                                   | 30,3                                                   | 31,2                                                   | 31,6                                                   | 31,8                                                   | 31,6                                                   | 31,3                                                   | 30,6                                                   | 29,6                                                   | 30,6                                                   |
| srednja dnevna temperatura, °C                             | 25,7                                                   | 25,8                                                   | 26,1                                                   | 26,6                                                   | 27,1                                                   | 28,0                                                   | 28,5                                                   | 28,5                                                   | 28,1                                                   | 27,8                                                   | 27,1                                                   | 26,1                                                   | 27,1                                                   |
| srednji minimum, °C                                        | 22,1                                                   | 22,2                                                   | 22,5                                                   | 23,2                                                   | 24,0                                                   | 24,8                                                   | 25,2                                                   | 25,1                                                   | 24,6                                                   | 24,2                                                   | 23,5                                                   | 22,6                                                   | 23,7                                                   |
| oborine, mm                                                | 103,0                                                  | 69,8                                                   | 94,3                                                   | 121,2                                                  | 166,9                                                  | 107,2                                                  | 169,2                                                  | 195,6                                                  | 220,0                                                  | 195,6                                                  | 178,8                                                  | 168,8                                                  | 1791,4                                                 |
| Izvor: Worldclimate.com, podaci za razdoblje 1955. – 1964. |                                                        |                                                        |                                                        |                                                        |                                                        |                                                        |                                                        |                                                        |                                                        |                                                        |                                                        |                                                        |                                                        |